# Bobsleje na Zimowych Igrzyskach Olimpijskich 1994
Bobsleje na Zimowych Igrzyskach Olimpijskich 1994 – jedna z dyscyplin rozgrywanych podczas igrzysk w Lillehammer na torze Hunderfossen w dniach 19–27 lutego 1994. Zawodnicy rywalizowali w dwójkach mężczyzn i czwórkach mężczyzn. Bobsleiści o medale podczas igrzysk walczyli po raz 16.

## Dwójka mężczyzn
| Miejsce | Państwo           | Zawodnik                        | Czas    | Strata |
| ------- | ----------------- | ------------------------------- | ------- | ------ |
| 1       | Szwajcaria I      | Gustav Weder/Donat Acklin       | 3:30.81 |        |
| 2       | Szwajcaria II     | Reto Götschi/Guido Acklin       | 3:30.86 | +0.05  |
| 3       | Włochy I          | Günther Huber/Stefano Ticci     | 3:31.01 | +0.20  |
| 4       | Niemcy I          | Rudi Lochner/Markus Zimmermann  | 3:31.78 | +0.97  |
| 5       | Austria I         | Hubert Schösser/Thomas Schroll  | 3:31.93 | +1.12  |
| 6       | Wielka Brytania I | Mark Tout/Lennox Paul           | 3:32.15 | +1.34  |
| 7       | Czechy I          | Jiří Džmura/Pavel Polomský      | 3:32.18 | +1.37  |
| 7       | Kanada I          | Pierre Lueders/David MacEachern | 3:32.18 | +1.37  |

Data: 19–20.02.1994

## Czwórka mężczyzn
| Miejsce | Państwo            | Zawodnik                                                          | Czas    | Strata |
| ------- | ------------------ | ----------------------------------------------------------------- | ------- | ------ |
| 1       | Niemcy II          | Harald Czudaj/Karsten Brannasch/Olaf Hampel/Alexander Szelig      | 3:27.78 |        |
| 2       | Szwajcaria I       | Gustav Weder/Donat Acklin/Kurt Meier/Domenico Semeraro            | 3:27.84 | +0.06  |
| 3       | Niemcy I           | Wolfgang Hoppe/Ulf Hielscher/René Hannemann/Carsten Embach        | 3:28.01 | +0.23  |
| 4       | Austria I          | Hubert Schösser/Gerhard Redl/Harald Winkler/Gerhard Haidacher     | 3:28.40 | +0.62  |
| 5       | Wielka Brytania I  | Mark Tout/George Farrell/Jason Wing/Lennox Paul                   | 3:28.87 | +1.09  |
| 6       | Austria II         | Kurt Einberger/Thomas Bachler/Carsten Nentwig/Martin Schützenauer | 3:28.91 | +1.13  |
| 7       | Szwajcaria II      | Christian Meili/René Schmidheiny/Gerold Löffler/Christian Reich   | 3:29.33 | +1.55  |
| 8       | Wielka Brytania II | Sean Olsson/John Herbert/Dean Ward/Paul Field                     | 3:29.41 | +1.63  |

Data: 26–27.02.1994